# إيفان غونزاليس (راكب الكنو)
إيفان غونزاليس (بالإسبانية: Iván González)‏ هو راكب الكنو إسباني، ولد في 12 ديسمبر 1964.

## وصلات خارجية
- إيفان غونزاليس على موقع أوليمبيديا (الإنجليزية)